# 대호법
대호법(大护法, Da Hu Fa)은 중국에서 제작된 양지강 감독의 2017년 애니메이션 영화이다.

## 수상
- 제54회 금마상 후보 - 애니메이션 장편상 부문
- 제9회 중국감독길드상 후보 - 영화, 감독, 각본상 부문